# Indooroopilly
Indooroopilly est une localité du Queensland, en Australie. C'est un quartier de Brisbane, située en banlieue à sept kilomètres à l'ouest du centre d'affaires de Brisbane.